# Dopisnica
Dopisnica je poštanska pošiljka s otvorenim pisanim priopćenjem, koja se šalje bez omotnice.
Dopisnica je otvorena pošiljka, u pravilu izrađena od tvrdog papira, s unaprijed otisnutom poštarinom i oznakom "carte postale" (fra. "razglednica"). Dopisnicama se smatraju sve vrste razglednica, koje odgovaraju dimenzijama predviđenim za dopisnice, a izdate su od strane pošte.
Naličje dopisnice je prazno i služi za pisanje poruke. Pravo izdavanja dopisnice ima isključivo pošta, krivotvorenje je kažnjivo.

## Dimenzije
- Minimalne dimenzije: minimalne dimenzije utvrđene su prema najmanjoj dimenziji pisma 14 x 9 cm.

- Maksimalne dimenzije: 15 x 10.5 cm.

Dopisnica oblika razglednice ili čestitke u međunarodnom poštanskom prometu može imati dimenzije od 14 x 9 cm do 23.5 x 12 cm.